# یونیونویل (جورجیا)
یونیونویل (به انگلیسی: Unionville) یک منطقهٔ مسکونی در ایالات متحده آمریکا است که در شهرستان تیفت، جورجیا واقع شده‌است. یونیونویل ۱٫۹ کیلومتر مربع مساحت و ۲٬۰۷۴ نفر جمعیت دارد و ۱۰۷ متر بالاتر از سطح دریا واقع شده‌است.